# Кодзаи, Бетти
Бетти Ко́дзаи (англ. Betty Kozai; 12 октября 1928 — 18 января 2021) — американская кёрлингистка.
В составе женской сборной США участница чемпионата мира 1980 (заняли четвёртое место). Чемпионка США среди женщин. В составе женской сборной ветеранов США участница чемпионата мира 2010 (заняли четвёртое место). Чемпионка США среди женщин-ветеранов (в 2010, в возрасте 82 лет, в одной команде с дочерью Шэрон).
Играла в основном на позиции первого.

## Достижения
- Чемпионат США по кёрлингу среди женщин: золото (1980).
- Чемпионат США по кёрлингу среди ветеранов: золото (2010).

## Команды
| Сезон   | Четвёртый    | Третий          | Второй             | Первый       | Запасной                                | Турниры                        |
| ------- | ------------ | --------------- | ------------------ | ------------ | --------------------------------------- | ------------------------------ |
| 1979—80 | Шэрон Кодзаи | Джоан Фиш       | Бетти Кодзаи       | Айя Эдвардс  |                                         | ЧСШАЖ 1980 · ЧМ 1980 (4 место) |
| 2009—10 | Шэрон Вукич  | Linda Cornfield | Susan Curtis       | Бетти Кодзаи | Dani Thibodeaux                         | ЧСШАВ 2010                     |
| 2009—10 | Шэрон Вукич  | Mary Colacchio  | Susan Curtis       | Бетти Кодзаи | Dani Thibodeaux тренер: Kenneth Thomson | ЧМВ 2010 (4 место)             |
| 2012—13 | Шэрон Вукич  | Linda Cornfield | Colleen Richardson | Бетти Кодзаи |                                         | ЧСШАВ 2013 (4 место)           |

(скипы выделены полужирным шрифтом)

## Частная жизнь
Представитель семьи кёрлингистов: её дочь Шэрон Вукич, внуки, дети Шэрон — дочь Эмили Гуд (Эм, англ. Emily Good, Em) и сын Джейк Вукич (англ. Jake Vukich) — выступают на чемпионатах США и международных турнирах (в том числе, Эм и Джейк выступали как смешанная пара на чемпионате США 2012), Шэрон вместе с Бетти выступала на чемпионатах США и чемпионатах мира. Кёрлингистками, выступавшими на национальном уровне, были и две другие дочери Бетти — Джейни (в замужестве Плезанс; англ. Jaynie Pleasants) и Синтия (англ. Cynthia K.E. Kozai). Муж Бетти, Кирни Кодзаи, до начала розыгрышей чемпионатов США вместе с нею играл в кёрлинг на любительском клубном уровне, они оба были в числе основателей в 1961 одного из самых знаменитых кёрлинг-клубов США Granite Curling Club в Сиэттле (штат Вашингтон). Последний муж Шэрон, Джим Вукич — чемпион США среди мужчин в 1987 и 1989, выступал на двух чемпионатах мира.
Происходит из семьи японских иммигрантов в США.